# Марія Темнічка

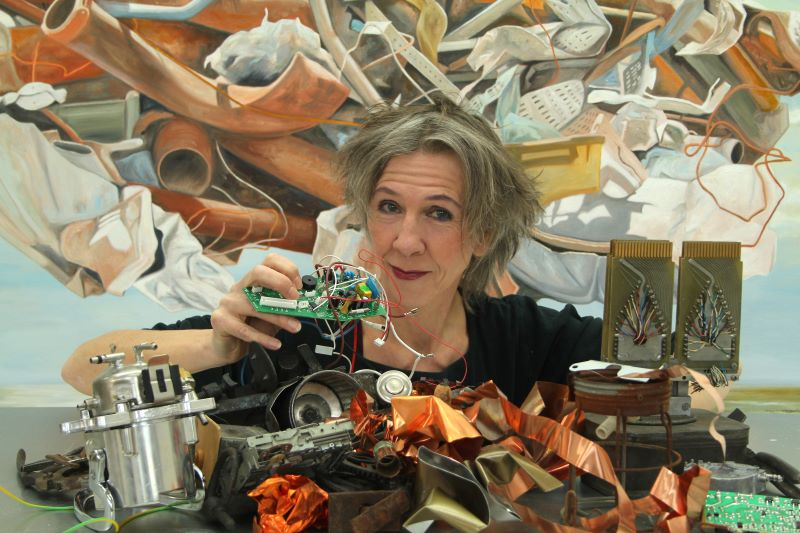
Марія Темницька в студії

Марія Темнічка (нім. Maria Temnitschka, народилася у 1961 р., Нижня Австрія) — австрійська художниця. На початку своєї мистецької кар’єри Марія розробляла та створювала прикраси та предмети з металу. Згодом переорієнтувалася на живопис – спочатку на абстракцію, з 2000 року на фігуративний живопис. Її улюблені техніки: олійний живопис, малюнок, експериментальна фотографія, предметне мистецтво. 

## Життя і творчість
З 1980 по 1984 роки Марія Темнічка вивчала дизайн металу під керівництвом Карла Аубека у Віденському університеті прикладних мистецтв . Пізніше вона вивчала живопис під керівництвом Адольфа Фронера та Герхарда Мюллера у Віденьскому університеті прикладного мистецтва в 2002-2006 роках і закінчила його в 2006 році з відзнакою.   
З 2009 року викладає у Віденському університеті прикладного мистецтва.  
Вона є членом Асоціації австрійських художників Künstlerhaus  та IG Bildende Kunst. 
Тема занепаду — постійний мотив у творчості Марії Темнічки. Її прихильність до індустріальної, застарілої архітектури добре відома і проявляється у багатьох зображеннях на цю тему. 

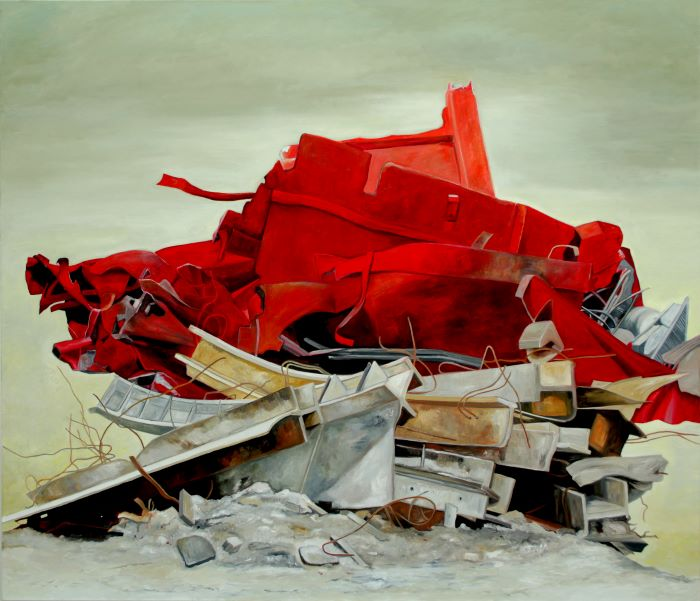
Шротт, 2022, полотно, олія

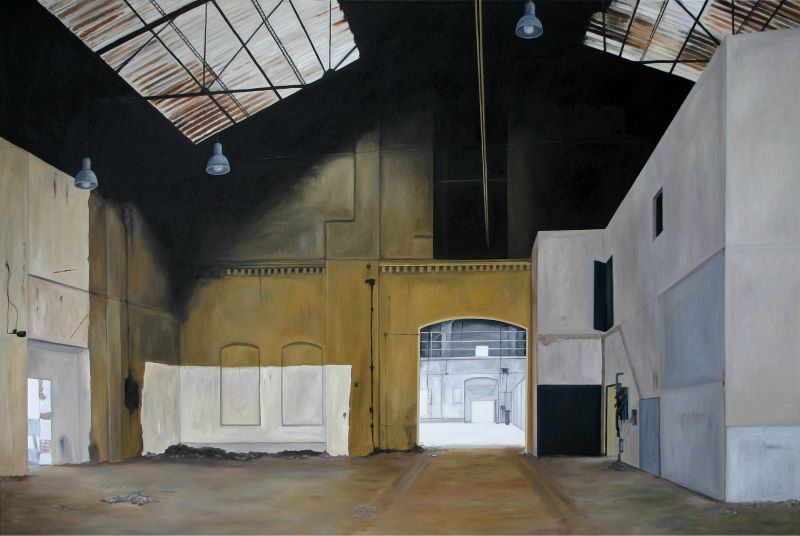
Загублені у часі, 2010, полотно, олія

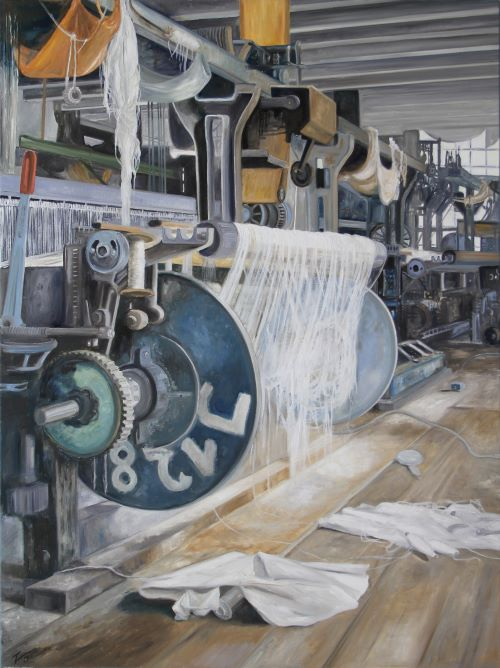
Altes Eisen, 2019, полотно, олія

## Виставки (вибірка)
- 2004 FEMINA, Колонна зала Парламенту Відня[8][9][10]
- 2005 The essence, Австрійський музей прикладного мистецтва у Відні[11][12]
- 2005 REAL, Кунстхалле Krems, Нижня Австрія[13][14]
- 2005 New Century Artists, Сохо (Мангеттен)[15]
- 2006 Up and Down, Galerie Hrobsky, Відень[16]
- 2007 Erweiterte Stadtlandschaften, Галерея Pendel, Вайдхофен-на-Ібсі, Нижня Австрія[17]
- 2008 3 Positionen, NÖ Dokumentationsarchiv, Санкт-Пельтен, Нижня Австрія[18]
- 2009 Unter der Brücke, Галерея Schlesinger, Цю́рих[19]
- 2009 Ortung, Uni Campus, Донау університет у Кремс[20]
- 2009 Pure Painting, Галерея ArtAffair, Регенсбург[20]
- 2010 Unter der Brücke, Галерея Hrobsky, Відень[21]
- 2010 Contemporary Art Interchange Exhibition, Kurashiki City Art Museum, Японія[22]
- 2011 Lost in time, Artothek Нижня Австрія, Kunstmeile Krems[23]
- 2011 найкращі роботи biennial of drawing pilsen, Галерея UMELKA, Братисла́ва[22]
- 2011 k/haus 18, Positionen der Malerei Artemons, Верхня Австрія[22]
- 2012 Ortung, ÖBV, Відень[24]
- 2012 Celle - Sarajevo transit, Collegium Artisticum, Сара́єво/Бо́снія і Герцегови́на[ru][25]
- 2013 KulturpreisträgerInnen 2013, Архів документації Нижнmьої Австрії,Санкт-Пельтен[26]
- 2013 Zeichnung/Zeichnung, Будинок художників, Відень[27]
- 2013 Transalpin Vis Arte, Цю́рих[28]
- 2013 lost in time, Gallery Schlesinger, Цю́рих[29]
- 2014 CELLE: DIE WELT, Будинок художників, Відень[30]
- 2014 Die Würde des Künstlers, Celle-Performance, MUSA Відень[22]
- 2014 WARWAS Celle-Performance, Віденський військово-історичний музей, Відень[31]
- 2015 TierFREUDen, Exhibition and performance (with K. Seidner and F. Mendelssohn), Університет ім. Зигмунда Фрейда, Берлін[32]
- 2016 on the way, Галерея Nothburga, Інсбрук[33]
- 2017 lost in thought, Галерея Schafschetzy, Грац[20]
- 2017 der Schein trügt, Budapest Галерея та MAMU Галерея , Будапе́шт[34]
- 2019 IBIDEM Bilder von Büchern, Галерея in der Schmiede, Linz Pasching (together with Judith Baum)[35]
- 2020 Altes Eisen, Галерея Hrobsky, Відень[36]
- 2020 Alles war klar, Будинок художників, Відень[37]
- 2022 Schrott, Галерея Hrobsky, Відень[38][39]
- 2022 Altes Eisen, blaugelbe Viertelsgalerie, Цветль, Нижня Австрія[40]

Участь у виставках: міжн. Art Fair Kyiv, «Art Bratislava», «art KARLSRUHE» 2007-2010, Roter Salon (D), «Liste Köln», «Kunst Zürich»,  Art Austria 2012-2018, Art Vienna. 

## Призи та нагороди
- 1994 Фінансування проекту від Федерального міністерства економіки та кліматичних заходів (BMUK) (Німеччина) [1]
- 2006 Подяка Федерального міністерства освіти, науки і культури [1]
- 2007 Стипендія Фонду Емануеля та Софі Фон [1]
- 2008 Фінансування проекту Art'ist (фінансування аспірантури Університету прикладних мистецтв) [1]
- Державна стипендія з образотворчого мистецтва 2010 р. [1]
- 2011 Дизайн нової медалі Пошани для Künstlerhaus (тендер, 1-ше місце) [41]
- 2013 Фінансування проекту Управління культури міста Відня [41]
- 2013 Нагорода визнання Нижньої Австрії [42]
- 2022 Schiele Art Award 2-ге місце [43] [44]

## Колекції
- Федеральне міністерство освіти та мистецтва - BM f. Unterricht und Kunst [45]
- Уряд землі Нижня Австрія [46]
- Австрійська асоціація психотерапії [47]
- Колекція Würth [47]
- Міський музей Вінер-Нойштадт / Нижня Австрія [48]
- Державний музей Нижньої Австрії [48]
- Колекція Університету прикладного мистецтва [48]
- Дунайський університет Кремс / Нижня Австрія [48]
- Місто Відень [48]
- Національний банк Австрії - Oesterreichische Nationalbank [48]
- Колекція Cocca [49]
- Österreichische Beamtenversicherung [50]
- Федеральне канцлерство Австрії - Bundeskanzleramt Österreich [2]
- Artothek Niederösterreich [51]